# Lijst van voetbalinterlands Indonesië - Irak
Deze lijst van voetbalinterlands is een overzicht van alle officiële voetbalwedstrijden tussen de nationale teams van Indonesië en Irak. De landen speelden tot op heden tien keer tegen elkaar. De eerste ontmoeting, een kwalificatiewedstrijd voor het Wereldkampioenschap voetbal 1974, werd gespeeld in Sydney (Australië) op 16 maart 1973. De laatste confrontatie, een kwalificatiewedstrijd voor het Wereldkampioenschap voetbal 2026, vond plaats op 6 juni 2024 in Jakarta.

## Wedstrijden
| №  | Plaats       | Datum            | Competitie                 | Wedstrijd        | Uitslag |
| -- | ------------ | ---------------- | -------------------------- | ---------------- | ------- |
| 1  | Sydney       | 16 maart 1973    | WK 1974 kwalificatie       | Irak − Indonesië | 1 − 1   |
| 2  | Sydney       | 21 maart 1973    | WK 1974 kwalificatie       | Irak − Indonesië | 3 − 2   |
| 3  | Kuala Lumpur | 27 juli 1977     | Vriendschappelijk          | Irak − Indonesië | 2 − 0   |
| 4  | Kuala Lumpur | 26 juli 1978     | Vriendschappelijk          | Irak − Indonesië | 4 − 0   |
| 5  | Genua        | 24 november 1996 | Vriendschappelijk          | Indonesië − Irak | 0 − 4   |
| 6  | Dubai        | 6 februari 2013  | Azië Cup 2015 kwalificatie | Irak − Indonesië | 1 − 0   |
| 7  | Jakarta      | 19 november 2013 | Azië Cup 2015 kwalificatie | Indonesië − Irak | 0 − 2   |
| 8  | Basra        | 16 november 2023 | WK 2026 kwalificatie       | Irak − Indonesië | 5 − 1   |
| 9  | Ar Rayyan    | 15 januari 2024  | Azië Cup 2023              | Indonesië − Irak | 1 − 3   |
| 10 | Jakarta      | 6 juni 2024      | WK 2026 kwalificatie       | Indonesië − Irak | 0 − 2   |
| 11 | Jeddah       | 11 oktober 2025  | WK 2026 kwalificatie       | Irak − Indonesië |         |

## Samenvatting
| Competitie            | Totaal gespeeld | Winst Indonesië | Gelijk | Winst Irak | Doelsaldo Indonesië – Irak |
| --------------------- | --------------- | --------------- | ------ | ---------- | -------------------------- |
| WK-kwalificatie       | 4               | 0               | 1      | 3          | 4 − 11                     |
| Azië Cup              | 1               | 0               | 0      | 1          | 1 − 3                      |
| Azië Cup-kwalificatie | 2               | 0               | 0      | 2          | 0 − 3                      |
| Vriendschappelijk     | 3               | 0               | 0      | 3          | 0 − 10                     |
| Totaal                | 10              | 0               | 1      | 9          | 5 − 27                     |

PSSI · 
Indonesisch vrouwenelftal
WK 1938
OS 1956
Afghanistan ·
Andorra ·
Argentinië ·
Australië ·
Bahrein ·
Bangladesh ·
Bhutan ·
Bosnië en Herzegovina ·
Brunei ·
Bulgarije ·
Burundi ·
Cambodja ·
Canada ·
China ·
Cuba ·
Curaçao ·
DDR ·
Denemarken ·
Dominicaanse Republiek ·
Egypte ·
Estland ·
Fiji ·
Filipijnen ·
Ghana ·
Guinee ·
Guyana ·
Hongarije ·
Hongkong ·
India ·
Irak ·
Iran ·
Jamaica ·
Japan ·
Jemen ·
Joegoslavië ·
Jordanië ·
Kameroen ·
Kenia ·
Kirgizië ·
Koeweit ·
Kroatië ·
Laos ·
Liberia ·
Libië ·
Liechtenstein ·
Litouwen ·
Malediven ·
Maleisië ·
Malta ·
Marokko ·
Mauritius ·
Moldavië ·
Myanmar ·
Nederland ·
Nepal ·
Nieuw-Zeeland ·
Nigeria ·
Noord-Korea ·
Oezbekistan ·
Oman ·
Oost-Timor ·
Pakistan ·
Palestina ·
Papoea-Nieuw-Guinea ·
Paraguay ·
Puerto Rico ·
Qatar ·
Saoedi-Arabië ·
Senegal ·
Singapore ·
Sri Lanka ·
Syrië ·
Taiwan ·
Tanzania ·
Thailand ·
Turkmenistan ·
Uruguay ·
Vanuatu ·
Verenigde Arabische Emiraten ·
Vietnam ·
Zimbabwe ·
Zuid-Jemen ·
Zuid-Korea ·
Zuid-Vietnam
IFA · A-internationals · Statistieken · Iraaks vrouwenelftal · Irak U21 · Irak U20 · Irak U19 · Irak U18 · Irak U17
1950 – 1969 ·
1970 – 1979 ·
1980 – 1989 ·
1990 – 1999 ·
2000 – 2009 ·
2010 – 2019 ·
2020 − 2029
Afghanistan ·
Algerije ·
Argentinië ·
Australië ·
Azerbeidzjan ·
Bahrein ·
België ·
Bolivia ·
Botswana ·
Brazilië ·
Cambodja ·
Chili ·
China ·
Colombia ·
Congo-Kinshasa ·
Cyprus ·
DDR ·
Ecuador ·
Egypte ·
Estland ·
Filipijnen ·
Finland ·
Ghana ·
Guinee ·
Hongkong ·
India ·
Indonesië ·
Iran ·
Japan ·
Jemen ·
Jordanië ·
Kazachstan ·
Kenia ·
Kirgizië ·
Koeweit ·
Libanon ·
Liberia ·
Libië ·
Macau ·
Maleisië ·
Marokko ·
Mauritanië ·
Mexico ·
Myanmar ·
Nepal ·
Nieuw-Zeeland ·
Noord-Korea ·
Oeganda ·
Oezbekistan ·
Oman ·
Pakistan ·
Palestina ·
Paraguay ·
Peru ·
Polen ·
Qatar ·
Roemenië ·
Rusland ·
Saoedi-Arabië · 
Sierra Leone · 
Singapore ·
Soedan ·
Spanje · 
Sri Lanka ·
Syrië · 
Tadzjikistan · 
Taiwan · 
Thailand · 
Trinidad en Tobago ·
Tunesië ·
Turkije ·
Turkmenistan ·
Uruguay ·
Verenigde Arabische Emiraten ·
Vietnam ·
Zambia ·
Zuid-Afrika ·
Zuid-Jemen ·
Zuid-Korea